# Kokkojärvi - Kuivajärvi
Kokkojärvi - Kuivajärvi este o arie protejată (arie de protecție specială avifaunistică — SPA) din Finlanda întinsă pe o suprafață de 98 ha, integral pe uscat.

## Localizare
Centrul sitului Kokkojärvi - Kuivajärvi este situat la coordonatele 66°16′10″N 29°18′12″E / 66.2694°N 29.3033°E.

## Înființare
Situl Kokkojärvi - Kuivajärvi a fost declarat arie de protecție specială avifaunistică în august 1998 pentru a proteja 14 specii de animale.

## Biodiversitate
Situată în ecoregiunea boreală, aria protejată nu include niciun habitat protejat.
La baza desemnării sitului se află mai multe specii protejate de  păsări (14): rață sulițar (Anas acuta), rața moțată (Aythya fuligula), bătăuș (Calidris pugnax), lebădă de iarnă (Cygnus cygnus), Emberiza rustica, vânturel roșu (Falco tinnunculus), cufundar polar (Gavia arctica), cocor (Grus grus), Larus fuscus fuscus, rață catifelată (Melanitta fusca), Mergellus albellus, codobatura galbenă (Motacilla flava), ciocănitoare de munte (Picoides tridactylus), fluierar de mlaștină (Tringa glareola).